# 山梨ワイン

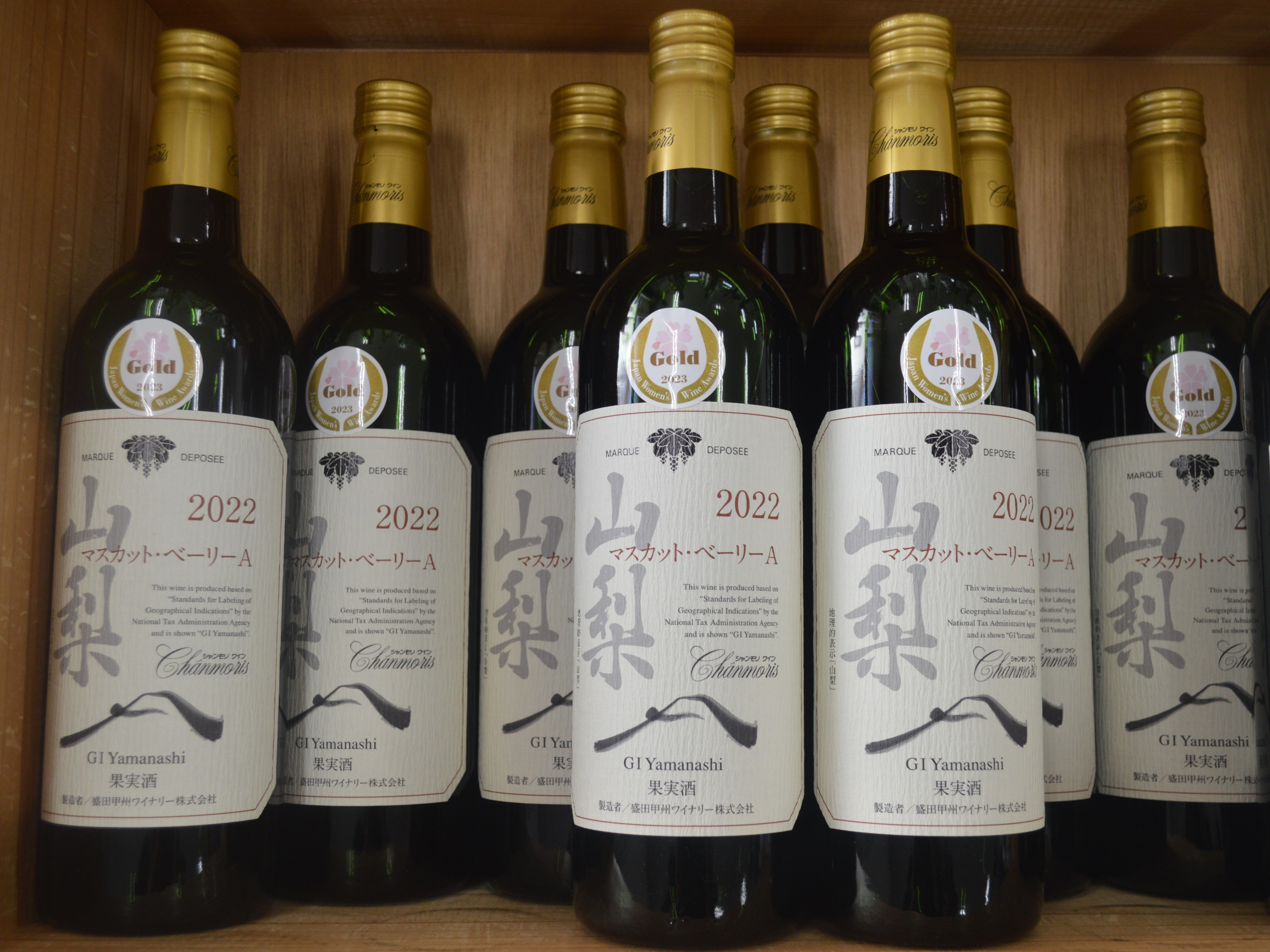
山梨ワインの例（盛田甲州ワイナリー）
エチケットに地理的表示（「GI Yamanashi」）

山梨ワイン（やまなしワイン）は山梨県で醸造されているワイン。日本の地理的表示としては山梨。

## 概要

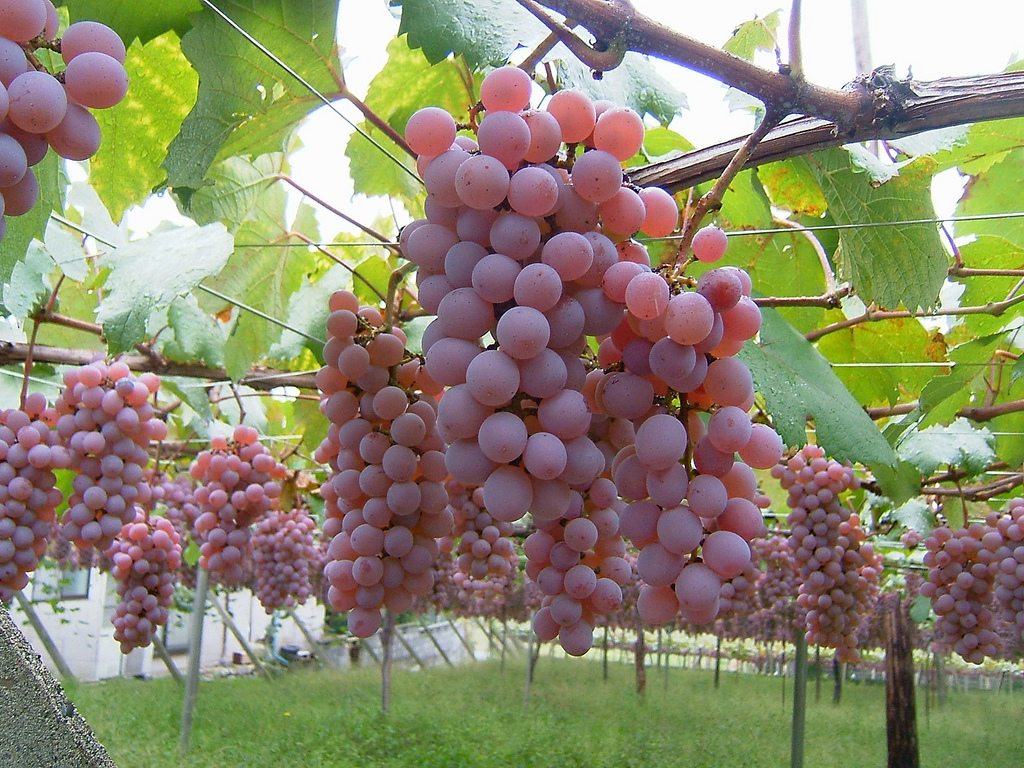
甲州種

山梨県は日本のワイン生産の中心地であり、2008年時点では果実酒生産総量は山梨県が日本1位である。およそ80軒のワイナリーが存在する。
ブドウ栽培が行われるのは甲府盆地に集中している。内陸の盆地であるため昼夜の気温差が大きいことから、ブドウ栽培に適した気候である。花崗岩と安山岩からなる土壌で水はけのよい斜面にブドウ畑が発達している。
ワイン用ブドウとして最も用いられている品種は山梨原産である甲州である。次いでマスカット・ベーリーA、デラウェアが多い。
甲州ワインは、山梨県産のワインではなく甲州種から造られるワインを指す。

## 地理的表示
2015年（平成27年）7月、ワインとしては日本で最初の地理的表示として「山梨」が認定された。2019年（令和元年）6月に生産基準の見直しがされ、さらに厳格化された。
原料
- 山梨県で収穫されたブドウ品種のみを使用していること。
- ブドウ品種は甲州、マスカット・ベーリーA、カベルネ・ソーヴィニヨン、シャルドネなどの指定品種(42品種)に限られていること。
- 一定の糖度以上のブドウのみ使用していること。

製法
- 山梨県内で醸造、貯蔵、容器詰めしたものであること。
- アルコール度数は辛口で8.5%以上、甘口で4.5%以上あること。
- 補糖、補酸などには一定の制限があること。

なお、品種名に「甲州」と記載する場合には、100%使用する場合にのみ許可される。
この制度は、フランスで1935年（昭和10年）に制定されたワインのAOCとほぼ同じである。違いとしては、フランスのワインAOCではブドウ畑の最大収穫量が定められているのに対し、山梨では規制量が定められていない。これは、どのくらいの値にするのが適当なのか山梨の生産者側での共通的な認識が形成されていないことも理由となっている。また、フランスではワインへの使用が禁じられているアメリカ原産のデラウェア種の使用が許可されているのも山梨の特徴と言える。

## 歴史

### 前史
山梨県で栽培されているブドウの品種・甲州種は1186年（文治2年）から日本で栽培されているブドウであり、日本固有のブドウ品種である。
別の伝承では、718年（養老2年）に甲斐国を訪れた僧・行基の夢にブドウを持った薬師如来が現れ、その姿を像に彫り、大善寺に安置したのが山梨県のブドウ栽培の始まりともされる。

### 山田宥教と詫間憲久
1872年（明治5年）に山田宥教と詫間憲久が、清酒の醸造技術を応用して、甲州種からワインの醸造を行ったことに始まる。『大日本洋酒缶詰沿革史』（朝比奈貞良編、1915年発行）には、日本のワイン醸造の起源について、上記の山田宥教と詫間憲久の名が挙げられている。
山田宥教（1840年-1885年）は甲府広庭町（現・甲府市）で産まれ、父も兄も真言密教の僧職という家系であり、自身も僧職であった。山田は青年時代、横浜で外国人がワインやビールを飲む姿を目にし、甲府に戻るとワインづくりに取り組み始めた。『大日本洋酒缶詰沿革史』には、山田が明治維新前から野生ブドウの実を使ってブドウ酒づくりを試みており、ワインの出来栄えは相当に良かったことが伝聞のかたちで記されている。詫間憲久は、甲府八日町（現・甲府市）に住む商人であること以外は、生没年も含めて詳細は分かっていない。なお、山田、詫間がワインを作っていたのと同時期に同じく甲府で野口正章がビール醸造を行っている。
山田と詫間は広庭町の寺院の境内の土蔵を改装して醸造場として、大豆を搾る味噌づくり用の圧搾機からヒントを得た大型の木製手搾り式圧搾機を持ち込み、貯蔵用には清酒の大樽で代用した。この醸造場でワインの仕込みが本格的に始まったのが1872年（明治5年）10月初旬とされており、日本のワインづくりのはじまりといわれている。ただし、山田と詫間のワインづくりに関する正確な文献は発見されておらず、論拠となる資料も残されていないため、醸造場の規模や、醸造技術をどこで身につけたのかなど、詳細は不明である。
1873年（明治6年）3月には、横浜の外国人居留地の酒販店からワインの空き瓶を仕入れて、この瓶にワインを詰め、コルク栓をして、中身が外気に触れぬようコルクと瓶の口を蝋で固めたものを横浜へ運び、帰りは空き瓶を仕入れて戻ることを始めた。1874年（明治7年）の『府県物産表』によれば、山梨県では白葡萄酒4石8斗（約860リットル）、赤葡萄酒10石（約1800リットル）の製造があったことが記録されており、これは山田と詫間が製造したワインの量と思われる。また、1874年秋からはワインに用いたブドウの搾りカスを使って蒸留酒のブランデーも試醸し、この販売も開始している。
しかしながら、山田と詫間の経営は行き詰まり、1876年（明治9年）7月26日には、山梨県令の藤村紫朗宛てに「必要資金3700円のうち2700円を長期返済で借用したい」という資金援助を求める文書を送っている。この文書は藤村を通じて内務卿の大久保利通にわたるが、日本政府からの回答は「1年間据え置き後、3年での分割返済を条件として無利息で1000円を貸し渡す」というものだった。さらにその直後に横浜の外国商社から取引停止の通告を受けた。取引停止の理由は明らかではないが、防腐剤の不備による夏場のワインの腐敗が原因だったと考えられている。山田と詫間が仕込んだワインとブランデーは返品となり、1876年（明治9年）12月に多額の借金を抱えて廃休となった。
1877年（明治10年）8月に、東京・上野で開催された第1回内国勧業博覧会に、山田と詫間はワインとブランデーなど3種の酒を出品している（上述のように経営破綻の後である）。『明治十年内国勧業博覧会審査評語』によると、詫間らに鳳紋賞牌が授与され、「各種ノ熟醸醇厚ニシテ風味芳美ナリ　其製方ノ宜キハ既ニ飲料ニ供スルニ足ル　真ニ本邦葡萄酒醸造ノ鼻祖ト称スベシ」と高い評価がされている。これ以降、山田と詫間の名前が日本のワイン史に登場することはなかった。

### 大久保利通と藤村紫朗
大久保利通は岩倉使節団の副使として訪欧し、ワインを楽しむ文化を目にし、日本でもブドウの普及による新しい産業の育成を考えるようになった。北海道の開拓次官・黒田清隆はホーレス・ケプロンを開拓顧問として日本に招聘し、ケプロンは西洋種のブドウ導入を打ち出し、これを受けて黒田はブドウの新品種導入とワイン醸造を北海道の一大産業に育てようと考えた。このように大久保は殖産興業としてブドウの栽培、ワイン醸造を推進するが、これには当時の明治政府は財政基盤を米に頼っていたため、日本酒の原料としての米の消費を抑えるための策でもあった。
山梨県では、県令の藤村紫朗が、大久保らが掲げる殖産興業の実現と日本の近代化に向けて、山梨県を欧米式ブドウ栽培と醸造施設のモデル県にしようと、1876年（明治9年）6月には甲府城跡に県の勧業試験場を建設し1万本余りのブドウを植え付け、翌1877年には附属設備として葡萄酒醸造所を開設した。藤村は、1877年（明治10年）8月には法人組織として東八代郡祝村（現・甲州市勝沼町）に大日本山梨葡萄酒会社を創設し、その株主の1人となった。政府は日野原（現・北杜市長坂町日野春地区）の未墾地の払い下げを認め、開拓に伴う援助金を交付している。
山梨に限らず、北海道札幌近郊や兵庫県加古郡印南新村（現・稲美町）の播州葡萄園で欧州種ブドウ栽培とワイン醸造が始まるが、欧州種のブドウ苗は日本の気候風土に合わなかったことと、フィロキセラが広がったことなどもあって大半が枯れてしまい、山梨でも欧州種はほぼ全滅することになる。山梨県では、その後、コンコード、カトーバなどのアメリカ品種に切り替えて育成に取り組むことになる。
1879年（明治12年）になると勧業費の支出をめぐって批判が高まり、反藤村派の議員勢力が発言力を持つようになる。勧業政策そのものも新鮮さを失い、勧業試験場は1883年（明治16年）に停止し、葡萄酒醸造所も翌1884年には操業停止となった。
こうして、ワインにおける官業指導型の殖産興業政策は、山梨県では功績を挙げられないまま、終焉となった。

### 高野正誠と土屋龍憲

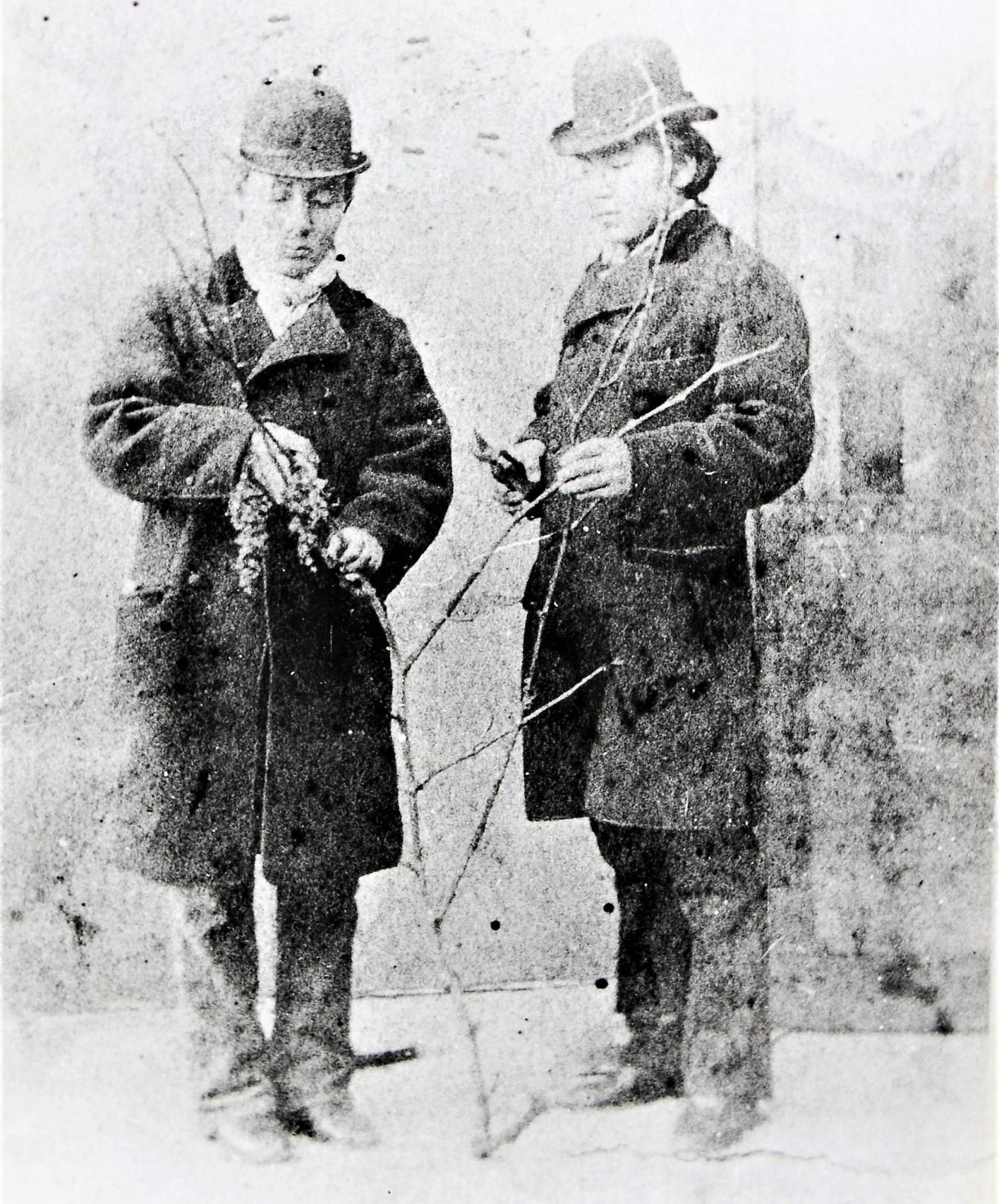
1878年1月頃の高野正誠（左）と土屋龍憲（右）
着用している山高帽は明治天皇からの贈り物とされる。

1877年（明治10年）に地元の名士らが発起人となって設立された大日本山梨葡萄酒会社では、醸造技術や醸造法を指導できる人材育成のため、株主でもあった高野正誠（1852年-1923年）と、発起人の1人である土屋勝右衛門の長男・土屋助次朗（後に土屋龍憲）をフランスへ派遣した。2人の渡航やフランス滞在中の世話などを請け負ったのが、後に山梨県知事となる前田正名であった。2人の留学先がワインで名高いボルドーやブルゴーニュ地域ではなく、トロワだったのは、前田の知人がトロワ在住で留学生の受け入れ手はずが整っていたからに過ぎなかったからだが、おかげで2人はワインだけでなくシャンパンやビールの製造法も学ぶことができた。2人は1879年（明治12年）5月8日に横浜港へ帰国した。
大日本山梨葡萄酒会社では2人の帰国までワイン醸造に着手しておらず、最初の仕込みを行った1879年（明治12年）には甲州種を使って30余石（約5キロリットル）のワインを醸造し、翌1880年（明治13年）には180余石（約33キロリットル）のワインを醸造した。しかしながら、醸造したワインの販売ルートは確立できず、フィロキセラ害によって欧州種の苗は全滅、醸造したワインの品質にもバラツキがあったこともあり、1883年（明治16年）以降は醸造量を大幅に減らし、1884年（明治17年）には醸造停止となった。1886年（明治19年）には、大日本山梨葡萄酒会社は解散となる。
土屋龍憲は1882年（明治15年）3月の時点で高野を残して大日本山梨葡萄酒会社を辞めており、独自の道を模索していた。大日本山梨葡萄酒会社の解散後、土屋は宮崎光太郎とともに大日本山梨葡萄酒会社の醸造器具を譲り受けて甲斐産葡萄酒醸造所を興し、1888年（明治21年）には東京・日本橋に販売会社として甲斐産商店（のちの大黒葡萄酒株式会社、オーシャン株式会社）を開く。なお、宮崎光太郎も高野、土屋と同じくフランス派遣の候補であったが、長男ということで親から猛反対され辞退している。
後に土屋は宮崎との共同経営を解散して独自のブランドを展開する。高野は大日本山梨葡萄酒会社解散後もブドウ栽培と醸造技術の普及に努め、1890年（明治23年）に『葡萄三説』を著し、ワインを醸造も続けた。

### 宮崎光太郎

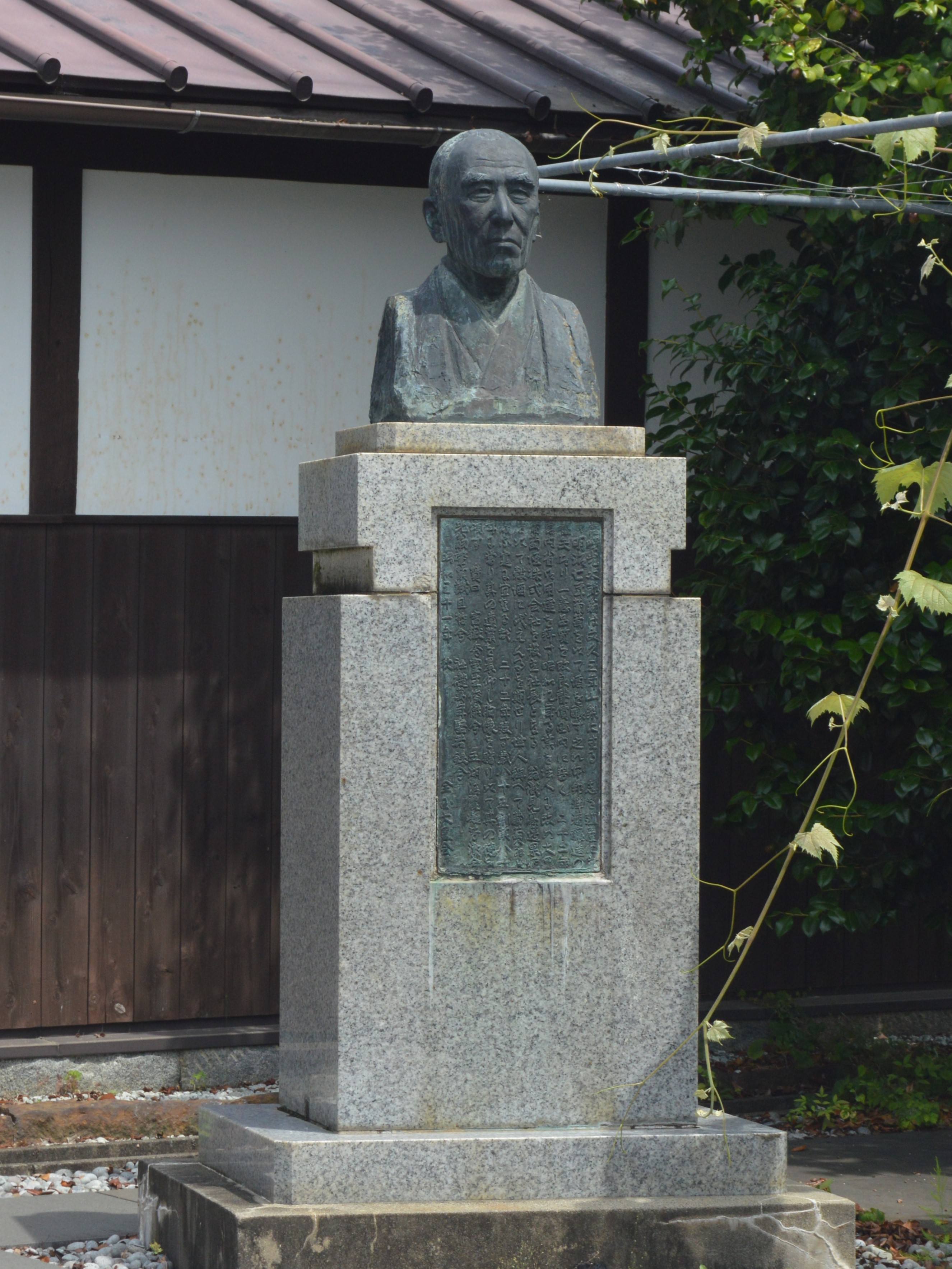
宮崎光太郎の銅像（シャトー・メルシャン 勝沼ワイナリー）

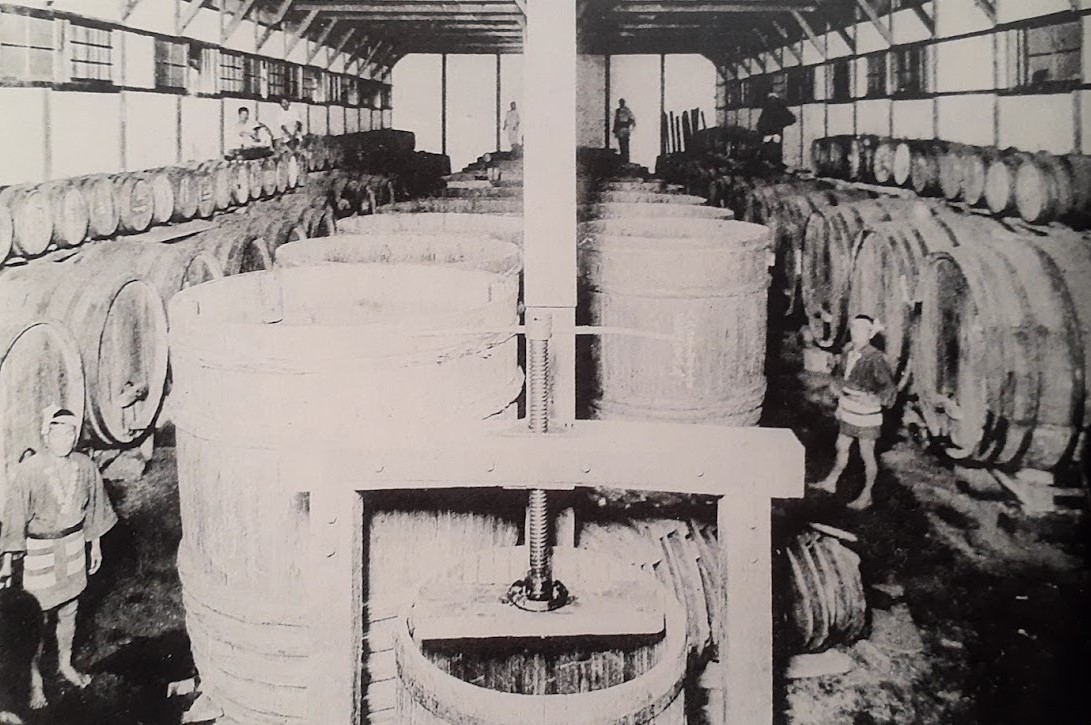
昭和初期の宮崎第二醸造場
ワインの瓶詰め

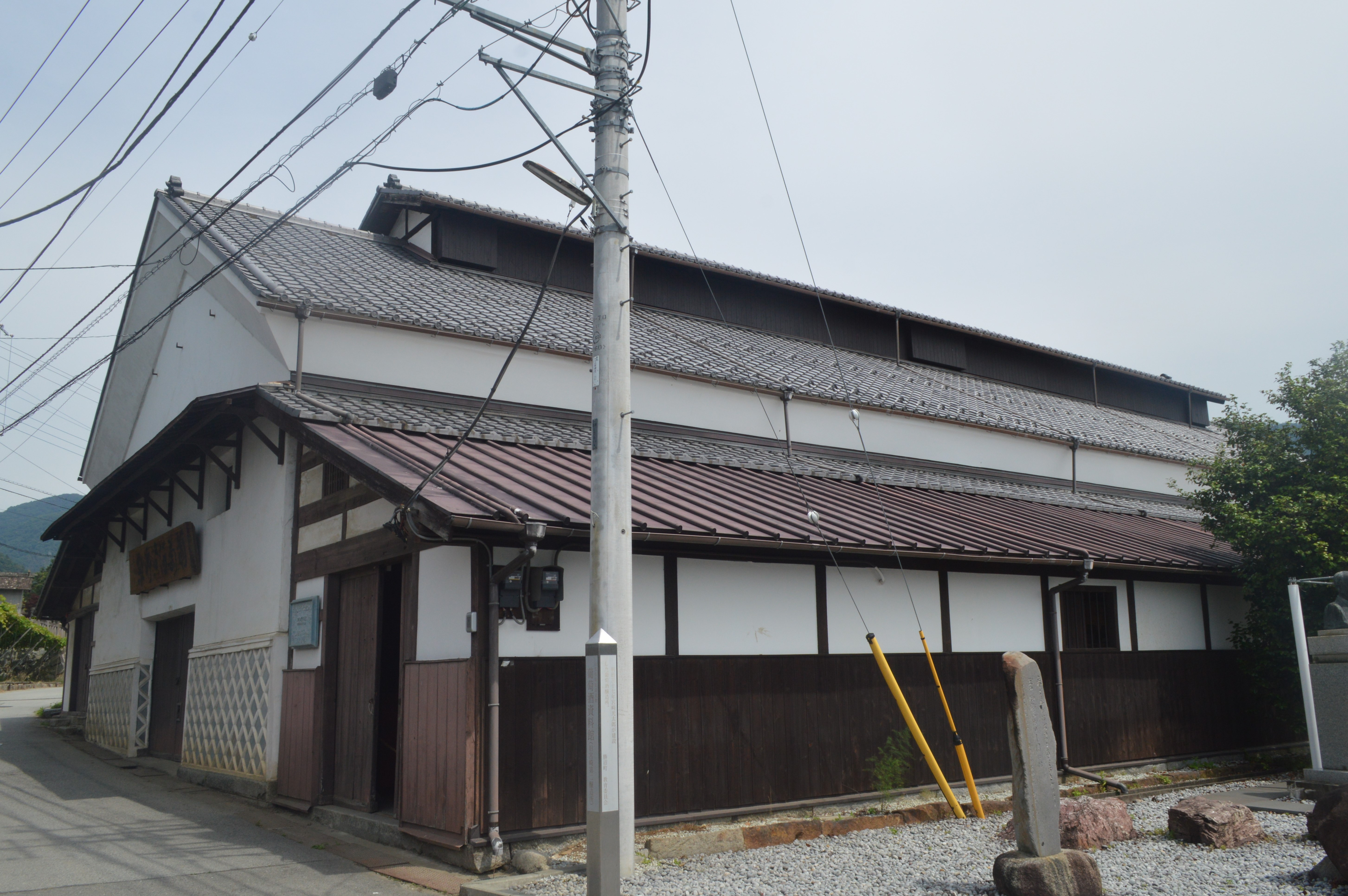
シャトー・メルシャン ワイン資料館

大日本山梨葡萄酒会社解散後、宮崎光太郎と土屋龍憲、土屋保幸（龍憲の弟）は、醸造設備を譲り受けて甲斐産葡萄酒醸造所を設立し、祝村でワイン醸造を開始した。ワインの品質向上を重視し、改良に力を入れた結果、品質面では一定の成果があったものの、ワインの売り上げは振るわないままであった。当時の日本では庶民の間にはワインの馴染みがなく、販路の開拓には難があった。また、品質改良に要した多額の費用も経営を苦しめる一因となった。販路の対策として、1888年（明治21年）に東京市日本橋区元大坂町（現・東京都中央区日本橋人形町）にワイン販売専門店として「甲斐産商店」（のちの大黒葡萄酒株式会社、オーシャン株式会社）を開業し、甲斐産葡萄酒醸造所で醸造したワインに「甲斐産葡萄酒」のラベルを貼って売り出した。しかし、当時の主流は輸入ワインに人工的な甘味をつけた甘味ブドウ酒（赤玉ポートワインなど）へと向かっており、本格的なワインである甲斐産葡萄酒の業績には好転の兆しが見えななかった。1890年（明治23年）に土屋は祝村の醸造設備を引き継ぎ独自の醸造に乗り出し、宮崎は東京の甲斐産商店の経営を引き継ぐこととなる。
宮崎は、甲斐産葡萄酒のトレードマークに大黒天のイラストを採用し、1891年（明治24年）に商標登録を行い、ラベルや広告にも大黒天のイラストを表示して売り出すようになる。また、当時の日本ではワインを嗜好品として飲むだけでなく、薬用としても用いられた側面もあり、宮崎は1891年（明治24年）に帝国大学医科大学（現・東京大学医学部）への販路を確保すると、続いて日本全国の公立病院や私立病院に積極的な販売活動を展開した。1892年（明治25年）には宮内省御用の特命を賜り、1894年（明治27年）3月の明治天皇御大婚25年の祝典では甲斐産葡萄酒100本を献上し、宮内大臣から感謝の意を受ける。こうした宣伝効果に直結する仕掛けを積み重ね、大黒天印甲斐産葡萄酒の名を不動のものとなっていった。
宮崎は1892年（明治25年）、祝村の私邸内に「宮崎第一醸造場」を開設し、500石（約90キロリットル）のワイン醸造と、ブドウ粕を使ったブランデーの蒸留を開始する。また、時流が純正の生ブドウ酒ではなく、甘味ブドウ酒へと向いていことから、宮崎も甘味ブドウ酒を製造することを決める。他社の甘味ブドウ酒が輸入ワインに砂糖や香味料などを加えたものだったのに対し、甲斐産商店では自家製の純正生ブドウ酒を原料に使うことを特徴として打ち出した。1902年（明治35年）頃から甲斐産葡萄酒の姉妹品として「ヱビ葡萄酒」「丸二印滋養帝国葡萄酒」「花印スヰトワイン」といった甘味ブドウ酒を売り出し、これらは市場に広がり、甲斐産商店は業績を盛り返した。1904年（明治37年）には「宮崎第二醸造場」も新設する。宮崎第二醸造場はシャトー・メルシャンワイン資料館として現存しており、現存する日本最古の木造ワイン醸造所として一般公開されている。
当時の山梨県では食用の在来種を中心としたブドウ栽培が行われており、ワイン原料に適した外来種は、大日本山梨葡萄酒会社の解散の影響もあって敬遠されていたが、宮崎は在来種の3倍もの収入を得られることを示して、ワイン原料となる外来種の栽培農家を増やしていった。日清戦争後は、経済の萎縮に伴ってブドウ酒の売れ行きも伸び悩むことになり、多くの醸造業者がブドウの買い入れを控えて、栽培農家は窮地に陥ったが、宮崎は利害得失を顧みず農家からブドウを買い取り、栽培農家を救済した。こうした宮崎の人情に厚い振る舞いに対し、1897年（明治30年）には金盃と感謝状が、1902年（明治35年）に再び感謝状が地元の栽培農家一同から贈られている。
1912年（明治45年）には、醸造場と隣接するブドウ園とを合わせて観光施設「宮光園」として公開し、翌1913年の国鉄中央本線勝沼駅（現・JR勝沼ぶどう郷駅）開業にあわせて、ブドウ狩りとワイン醸造場見学を行う観光事業を企画するといった観光事業にも積極的に取り組んでおり、勝沼地域の観光ブドウ園の先駆けともなっている。
宮光園には大正から昭和初年にかけて、多くの皇族や賓客、著名人が来園し、山梨県下の産業施設としても代表的なものの1つとなった。
1919年（大正8年）には、宮崎は東京の下落合にブドウ酒工場を新設するが、1927年（昭和2年）の昭和金融恐慌、1929年（昭和4年）の世界恐慌から、甲斐産商店も経営不振となる。大黒天印甲斐産葡萄酒の特約店やアルコール供給会社との協議を経て1934年（昭和9年）に甲斐産商店を資本金32万円の「大黒葡萄酒株式会社」へと改組すると、経営の立て直しに成功した。大黒葡萄酒株式会社は後にオーシャン株式会社に改称される。

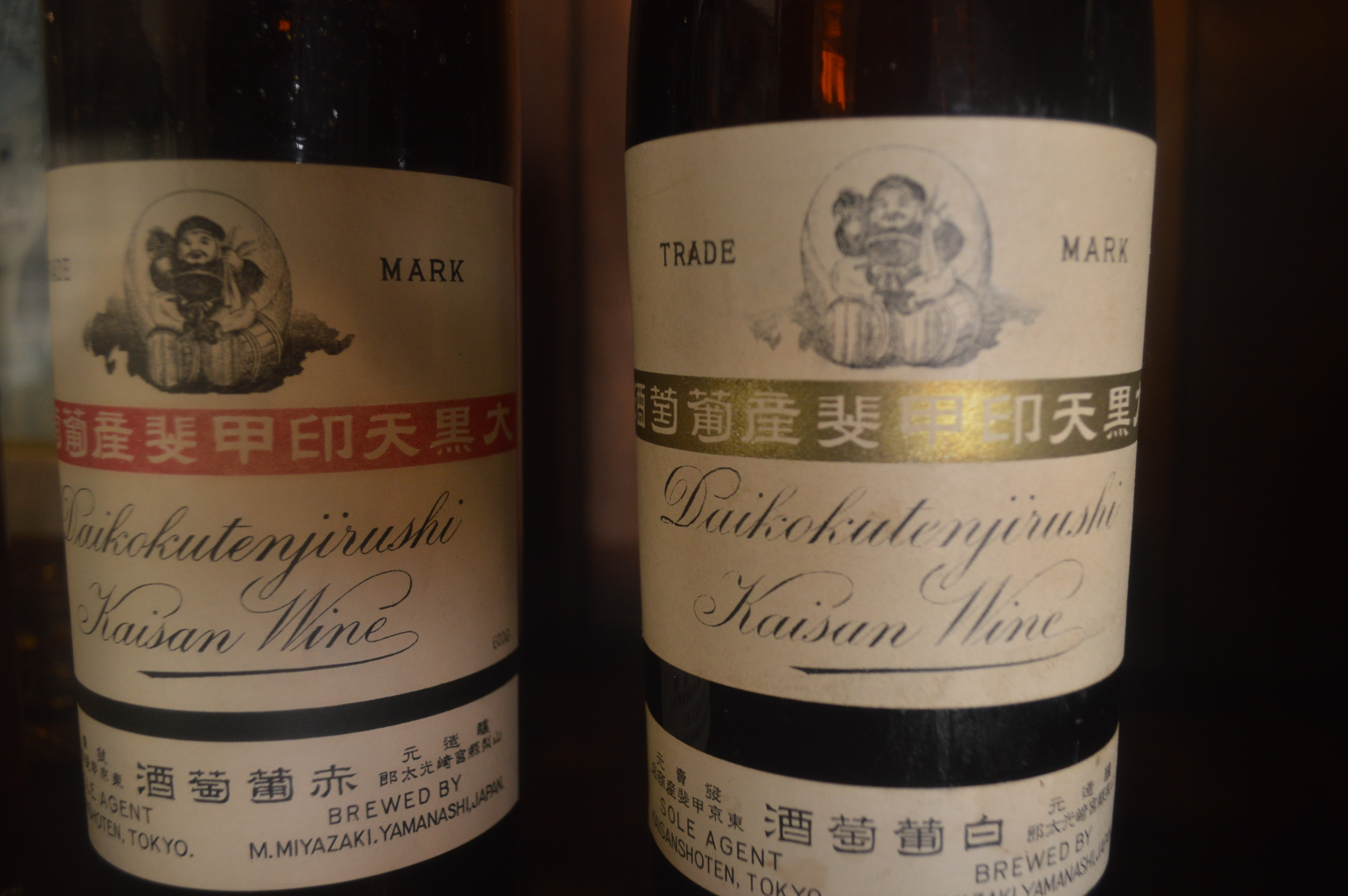
大黒天印甲斐産葡萄酒のラベル
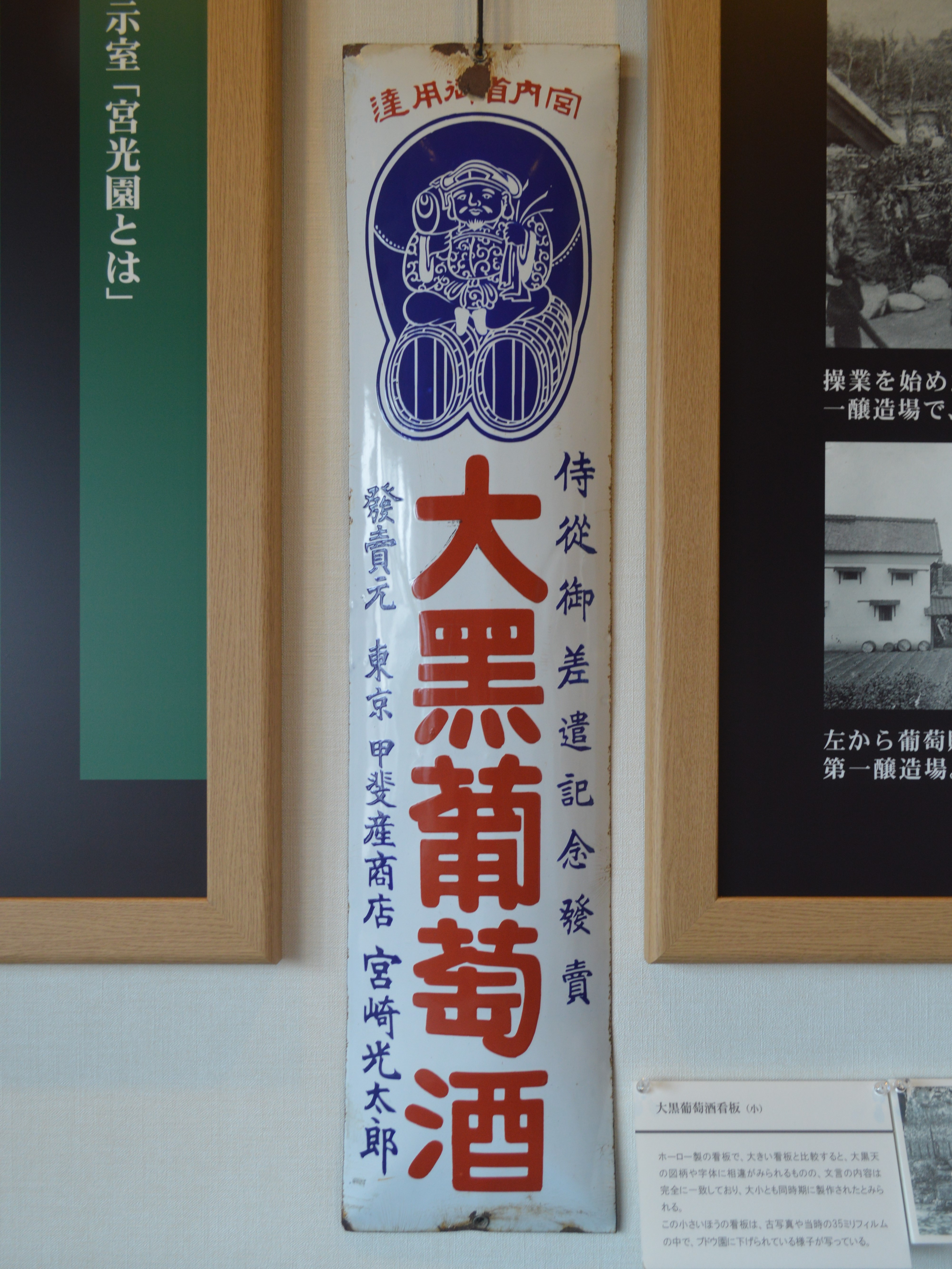
大黒葡萄酒の看板
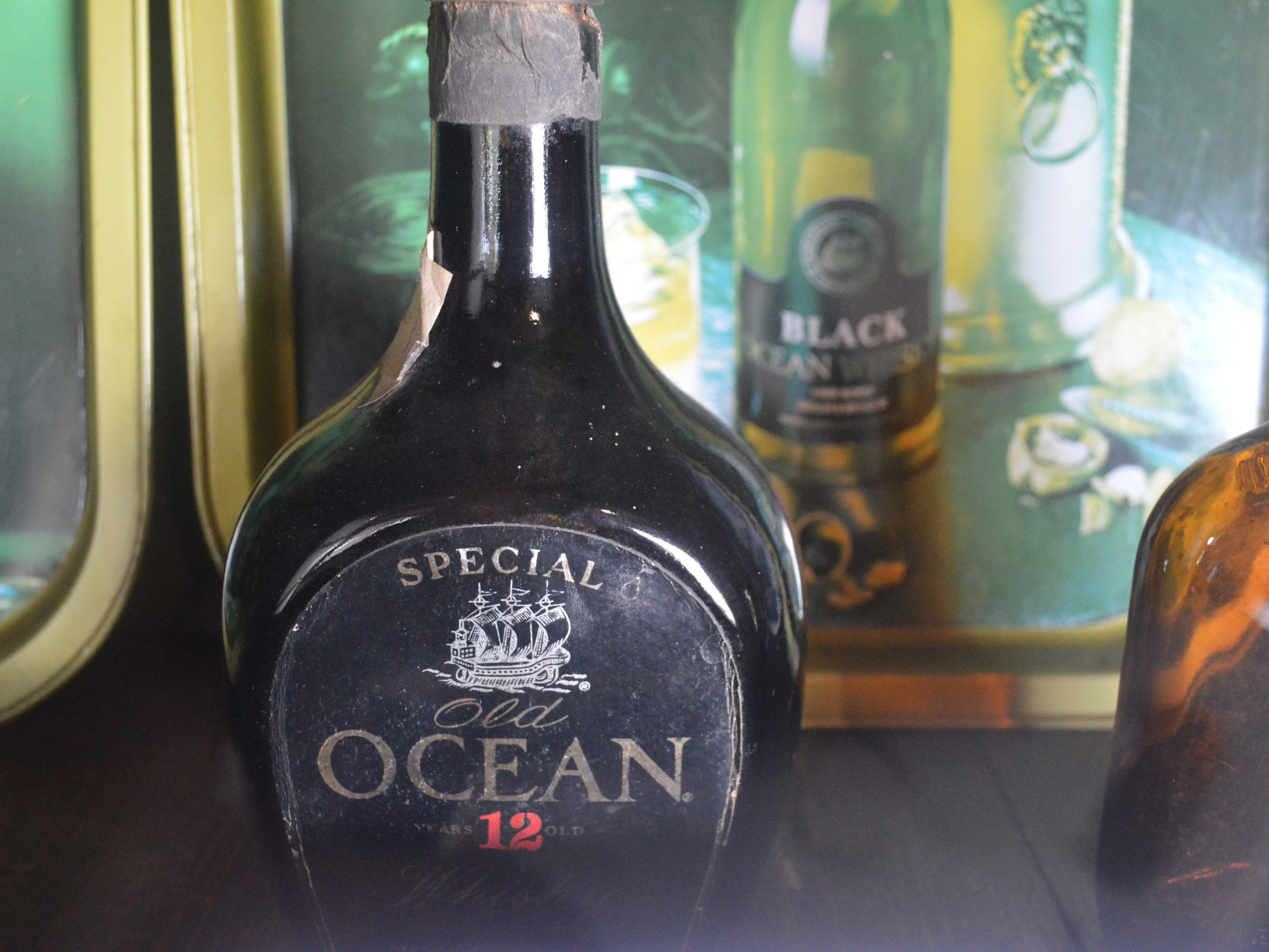
「オーシャン」ブランドのボトル

### 第二次世界大戦中

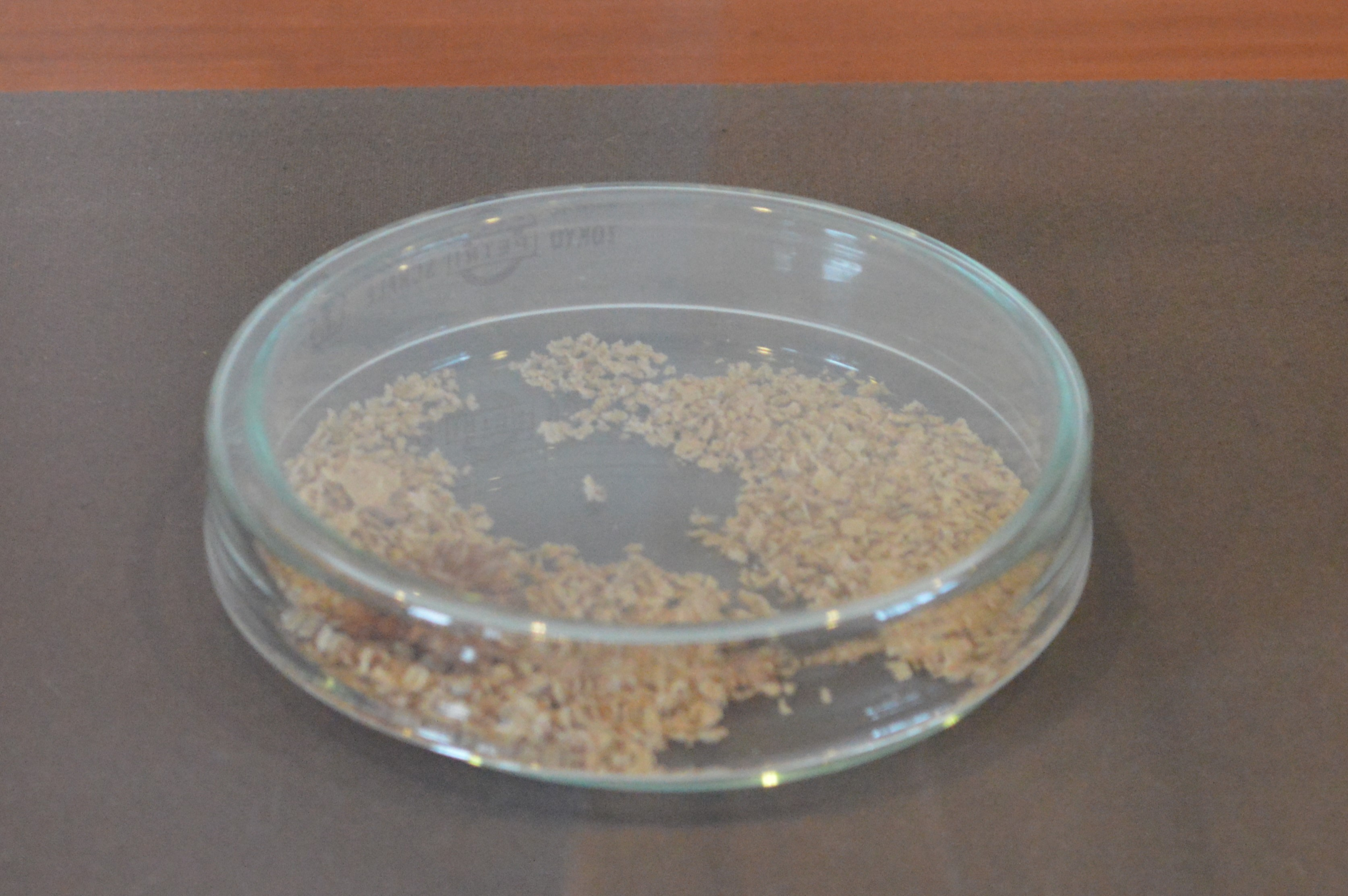
酒石酸

ワインには酒石酸カリウムナトリウム（ロッシェル塩）が含まれるのだが、このために第二次世界大戦中は意外な需要を産むことになった。
ロッシェル塩は、対潜水艦用の水中聴音機等に利用されており、日本でも、ミッドウェー海戦後にロッシェル塩の応用技術がドイツからもたらされると、大日本帝国海軍の要請により大蔵省がロッシェル塩の採取を目的としてワインづくりを奨励したのである。
実際、1944年度（昭和19年度）には約1300万リットルだった果実酒の課税石数は、翌1945年には約3420万リットルに増加している。
しかしながら、軍の目的はあくまでもワインの製造過程でできる酒石酸から精製されるロッシェル塩であって、ワインそのものではないため、大量に作ることが最優先され、ワインの味は二の次となっていた。

### 第二次世界大戦後
第二次世界大戦後、ワイン産業は低迷することになる。これは上述のように大量生産が目的でワインの味は二の次となり、味の薄いワインのイメージが消費者に広まったことも理由に挙げられる。
高度経済成長期、1964年東京オリンピック、日本万国博覧会を経てヨーロッパの食文化が日本人に普及したことで、ワインは日本人に親しまれるようになった。

## 生産量
山梨県における甲州種の栽培面積は、1991年（平成3年）以降減少を続けている。ワイン人気の高まりと山梨ワインの需要は増えている一方で、山梨のワイナリーが山梨ワインを作るのに原料となるブドウが不足している状況が続いている。甲州種に限らず、山梨県におけるワイン用ブドウ品種の生産量は減少傾向となっている。なお、生食用のピオーネやシャインマスカットといった市場で人気が高く、需要がある品種については、栽培面積が増え続けている。
一方で長野県、山形県、北海道では、ワイン用ブドウの栽培面積は増加しており、1981年（昭和56年）には山梨県産が約50パーセントを占めていた日本産ワインは、2007年（平成19年）に山梨県産は33.8パーセントと減少している。ワイン生産量で見た場合、山梨ワインは日本産ワインのブームによる増減はあるものの、1981年以降で大幅な増減はない